# Joachim Patinir
Joachim Patinir (Bouvignes-sur-Meuse, ca. 1480 – Antwerpen, 1524), ook Joachim Patinier genoemd, was een Zuid-Nederlands kunstschilder, die beschouwd wordt als de eerste werkelijke landschaps- en marineschilder. Patinir was niet enkel bevriend met Dürer, maar ook met de toonangevende Antwerpse schilder Quinten Massijs, waarmee hij vaak samenwerkte.

## Leven
Over het leven van Joachim Patinir (ook: Joachim de Patinier) is haast niets bekend; hij was gehuwd met Franchoise Buyst, die ook tot een familie van schilders behoorde. Het staat niet vast wie zijn leermeester was. In zijn vroege werk, ontstaan in Brugge, is de invloed van Jheronimus Bosch en vooral Gerard David te bespeuren. In 1515 trad hij toe tot het Antwerpse Sint-Lucasgilde. Albrecht Dürer ontmoette hem waarschijnlijk tijdens zijn bezoek aan Antwerpen in 1520-1521. Na zijn dood werd Quinten Matsijs voogd van zijn kinderen. Hij is vermoedelijk de oom van Herri met de Bles.

## Werk

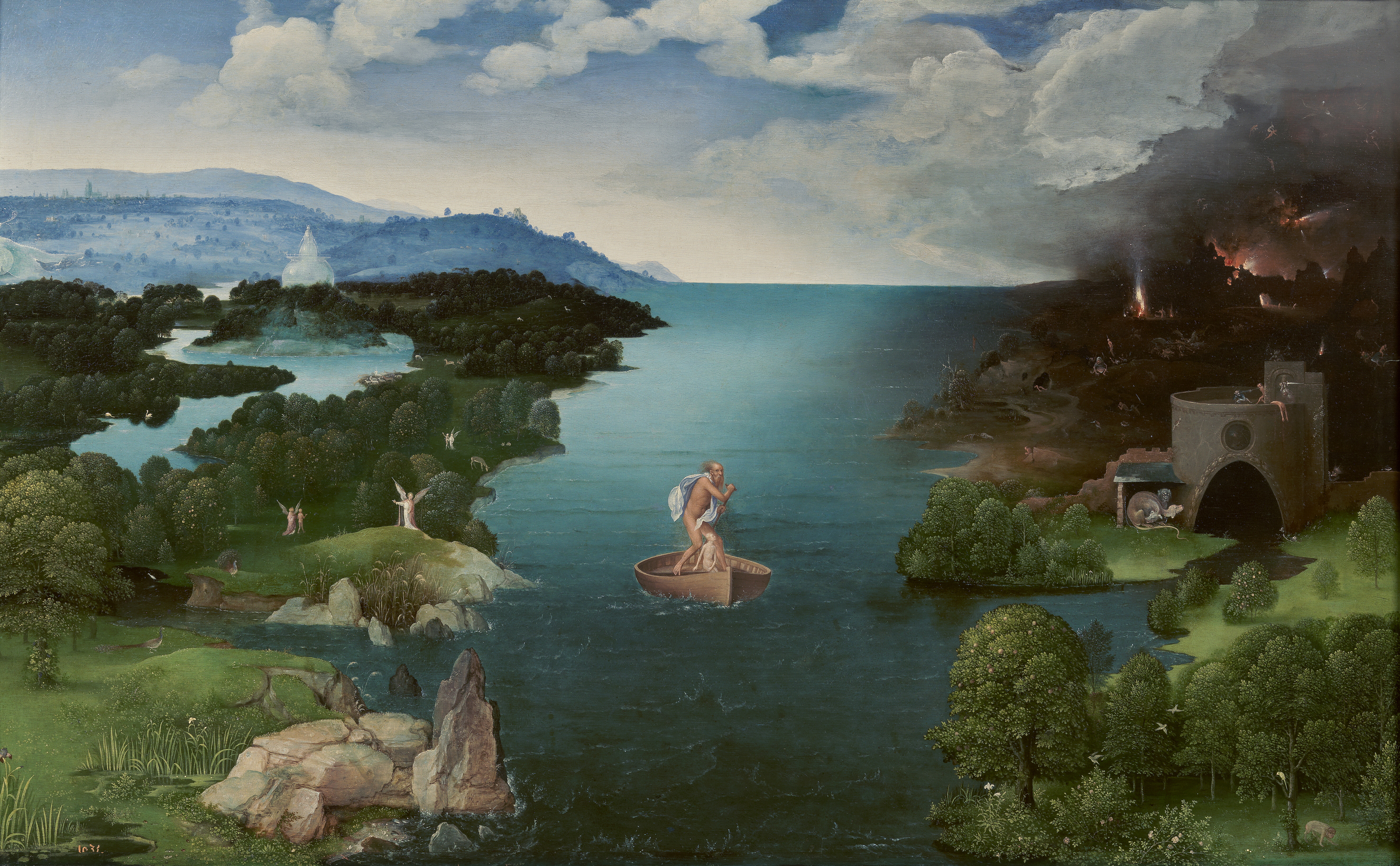
De oversteek naar de onderwereld. Madrid, Museo del Prado.

Joachim Patinir komt de eer toe de eerste echte landschapsschilder in de Nederlanden te zijn. Was het landschap tot dan toe ondergeschikt aan de – vaak Bijbelse – voorstelling op een schilderij, bij Patinir wordt het gepromoveerd tot hoofdonderwerp. De gefantaseerde panoramische verbeelding van de natuur met vaak grillige rotspartijen of dreigende wolkenluchten geven een haast kosmische betekenis aan de daaraan ondergeschikte voorstelling van een religieus onderwerp.

De kluizenaar Hiëronymus in de woestenij is bijvoorbeeld een voor de hand liggend thema. Vaak gaat er een gevoel van onbehagen en vervreemding uit van zijn schilderijen, die dan ook wel als psychologische landschappen worden getypeerd. Overigens deed Patinir voor het schilderen van de figuren vaak een beroep op anderen, zoals Joos van Cleve en Quinten Matsijs.

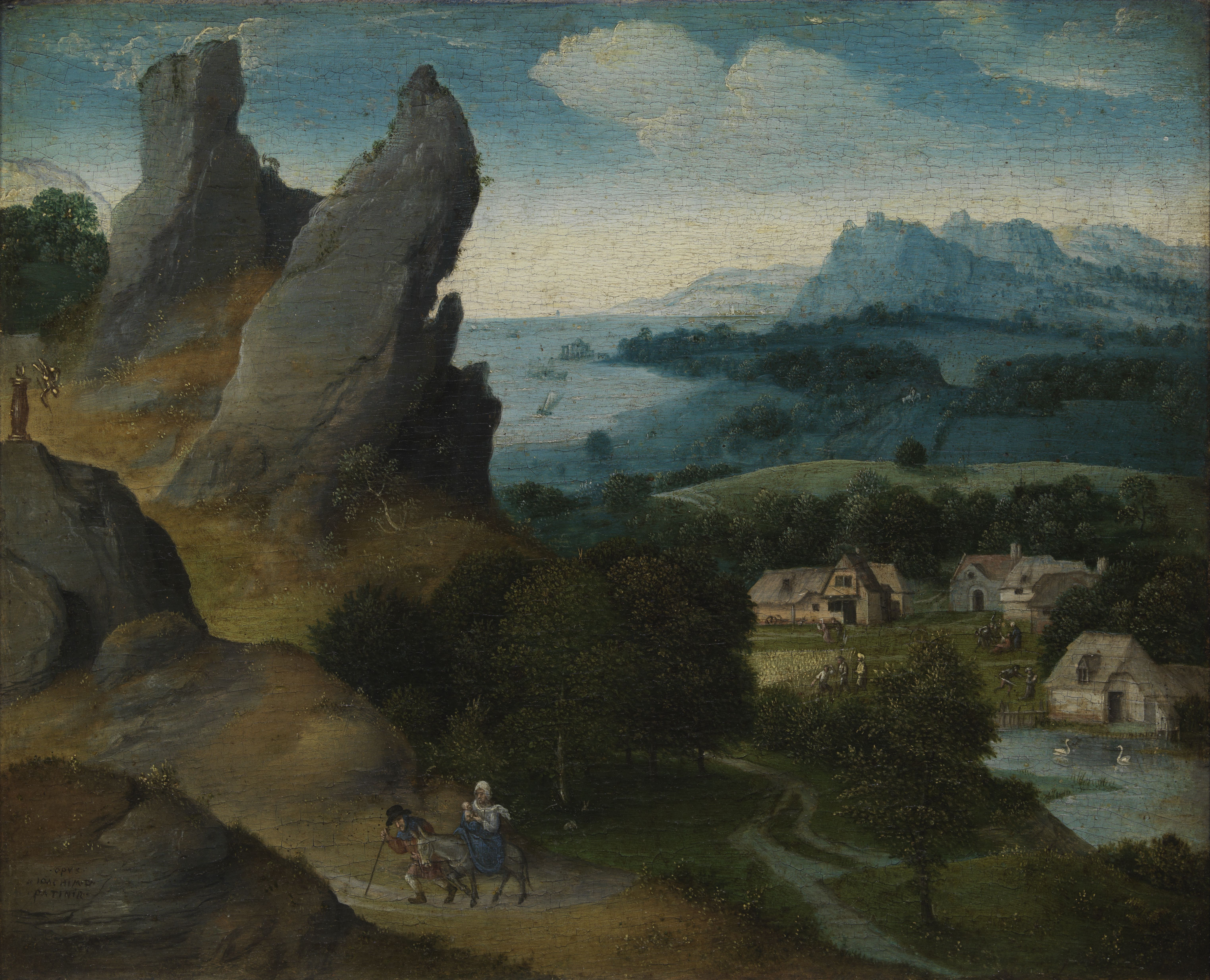
Landschap met de vlucht naar Egypte. Antwerpen, Koninklijk Museum voor Schone Kunsten Antwerpen.

Patinir heeft waarschijnlijk een groot atelier gehad waarin talrijke leerlingen in zijn trant schilderden. Een van hen is volgens overlevering Frans Mostaert geweest. Andere schilders die zijn invloed ondergingen zijn Joos van Cleve, Herri met de Bles, Lucas Gassel, Cornelis Matsijs en Matthijs de Cock. Patinir staat zodoende aan de wieg van de rijke Vlaamse landschapschilderkunst.

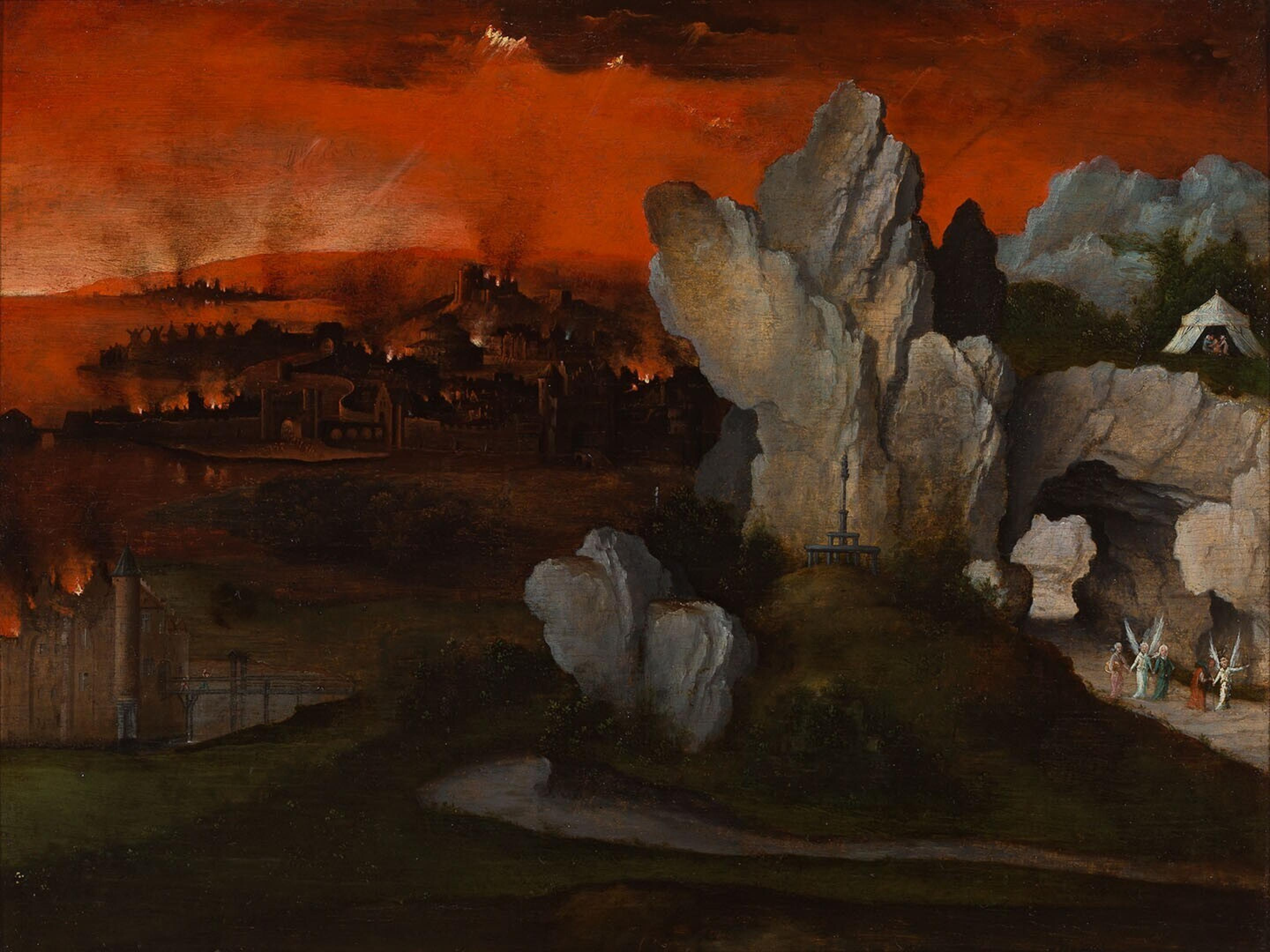
Landschap met de brand van Sodom en Gomorra. Ca. 1520. Rotterdam, Museum Boijmans Van Beuningen.

Er worden tegenwoordig zo’n twintig schilderijen aan Patinir toegeschreven. Drie schilderijen, Landschap met de heilige Hiëronymus, Landschap met de vlucht naar Egypte en Landschap met de verzoeking van de heilige Antonius bevinden zich in het Museo del Prado te Madrid. Een ander Landschap met de vlucht naar Egypte bevindt zich in het Koninklijk Museum voor Schone Kunsten in Antwerpen. Het Doopsel van Christus (ca. 1510-1520) bevindt zich in het Kunsthistorisches Museum te Wenen.	
- Bibliothèque nationale de France: cb14965791s (data)
- Biografisch Portaal: 01896177
- Gemeinsame Normdatei: 118591975
- International Standard Name Identifier: 0000 0001 0823 3608
- KulturNav: 31ba8902-893d-480f-9e9d-896afd278445
- Library of Congress Control Number: n81068576
- Bibliotheek van het Japanse parlement: 001192520
- Nationale Bibliotheek van Israël: 987007266468505171
- Nationale Bibliotheek van Polen: a0000003253590
- Nederlandse Thesaurus van Auteursnamen: 070896453
- RKD-Nederlands Instituut voor Kunstgeschiedenis: 62060
- Système universitaire de documentation: 027384306
- Union List of Artist Names: 500019854
- Virtual International Authority File: 74123527
- WorldCat: E39PCjyg6dDGTVPrDXjH9yYy7d